# Giorgi Kinkladze
Giorgi Kinkladze (Georgisch: გიორგი ქინქლაძე) (Tbilisi, 6 juli 1973) is een voormalig profvoetballer uit Georgië. De aanvallende middenvelder stond onder andere onder contract bij AFC Ajax, dat hem voor ongeveer 7 miljoen euro overnam van Manchester City FC. In Amsterdam kon hij de verwachtingen echter niet waarmaken en vertrok na anderhalf seizoen en 12 wedstrijden naar Derby County.  Hij is ook bekend onder de voornamen; Georgi, George en Georgiou.

## Interlandcarrière
Kinkladze speelde in de periode 1992–2005 in totaal 54 officiële interlands voor het Georgisch voetbalelftal, en maakte acht doelpunten voor de nationale ploeg.
| Interlanddoelpunten | Interlanddoelpunten | Interlanddoelpunten | Interlanddoelpunten | Interlanddoelpunten | Interlanddoelpunten | Interlanddoelpunten |
| #                   | Datum               | Locatie             | Tegenstander        | Goal(s)             | Uitslag             | Wedstrijd           |
| ------------------- | ------------------- | ------------------- | ------------------- | ------------------- | ------------------- | ------------------- |
| 1                   | 16/11/1994          | Tbilisi, Georgië    | Wales               | 39'                 | 5–0                 | EK-kwalificatie     |
| 2                   | 07/06/1995          | Cardiff, Wales      | Wales               | 73'                 | 0–1                 | EK-kwalificatie     |
| 3                   | 11/10/1995          | Tbilisi, Georgië    | Bulgarije           | 48'                 | 2–1                 | EK-kwalificatie     |
| 4                   | 29/03/1997          | Tbilisi, Georgië    | Armenië             | 45' (pk)            | 7–0                 | Oefeninterland      |
| 5                   | 07/06/1997          | Batoemi, Georgië    | Moldavië            | 51'                 | 2–0                 | WK-kwalificatie     |
| 6                   | 02/05/1998          | Sousse, Tunesië     | Tunesië             | 41'                 | 1–1                 | Oefeninterland      |
| 7                   | 29/03/2000          | Asjkelon, Israël    | Israël              | 27'                 | 1–1                 | Oefeninterland      |
| 8                   | 07/10/2000          | Kaunas, Litouwen    | Litouwen            | 46'                 | 0–4                 | WK-kwalificatie     |

## Clubcarrière
| Seizoen | Club                 | Land                | Competitie                  | Wedstrijden | Doelpunten |
| ------- | -------------------- | ------------------- | --------------------------- | ----------- | ---------- |
| 1990    | Mretebi Tbilisi      | Vlag van Georgië    | Pirveli Liga                | 34          | 8          |
| 1991    | Mretebi Tbilisi      | Vlag van Georgië    | Pirveli Liga                | 16          | 1          |
| 1991/92 | Mretebi Tbilisi      | Vlag van Georgië    | Erovnuli Liga               | 30          | 9          |
| 1992/93 | Dinamo Tbilisi       | Vlag van Georgië    | Erovnuli Liga               | 30          | 14         |
| 1993/94 | → 1. FC Saarbrücken  | Vlag van Duitsland  | Regionalliga Süd            | 11          | 0          |
| 1993/94 | Dinamo Tbilisi       | Vlag van Georgië    | Erovnuli Liga               | 14          | 13         |
| 1994    | → CA Boca Juniors    | Vlag van Argentinië | Primera División Argentinië | 3           | 0          |
| 1994/95 | Dinamo Tbilisi       | Vlag van Georgië    | Erovnuli Liga               | 21          | 14         |
| 1995/96 | Manchester City      | Vlag van Engeland   | Premier League              | 37          | 4          |
| 1996/97 | Manchester City      | Vlag van Engeland   | First Division              | 39          | 12         |
| 1997/98 | Manchester City      | Vlag van Engeland   | First Division              | 28          | 3          |
| 1998/99 | Ajax                 | Vlag van Nederland  | Eredivisie                  | 12          | 0          |
| 1999/00 | Ajax                 | Vlag van Nederland  | Eredivisie                  | 0           | 0          |
| 1999/00 | Derby County         | Vlag van Engeland   | Premier League              | 17          | 1          |
| 2000/01 | Derby County         | Vlag van Engeland   | Premier League              | 24          | 1          |
| 2001/02 | Derby County         | Vlag van Engeland   | Premier League              | 24          | 1          |
| 2002/03 | Derby County         | Vlag van Engeland   | Premier League              | 28          | 5          |
| 2004/05 | Anorthosis Famagusta | Vlag van Cyprus     | A Divizion                  | 22          | 2          |
| 2005    | Roebin Kazan         | Vlag van Rusland    | Premjer-Liga                | 9           | 2          |
| 2006    | Roebin Kazan         | Vlag van Rusland    | Premjer-Liga                | 4           | 0          |
| Totaal  | Totaal               | Totaal              | Totaal                      | 245         | 32         |

## Erelijst
Mretebi Tbilisi
- Winnaar Georgische Tweede Divisie

1991
 Dinamo Tbilisi
- Georgisch landskampioen

1993, 1994, 1995
- Georgisch bekerwinnaar

1993, 1995
- Georgisch voetballer van het jaar

1993
 Manchester City
- Georgisch voetballer van het jaar

1996
 Anorthosis Famagusta
- Cypriotisch landskampioen

2005